# Phenacogaster pectinatus
Phenacogaster pectinatus är en fiskart som först beskrevs av Cope, 1870.  Phenacogaster pectinatus ingår i släktet Phenacogaster och familjen Characidae. Inga underarter finns listade i Catalogue of Life.